# Раджаб, Мухаммад аз-Зарук
Мухаммад аз-Зарук Раджаб (араб. محمد الزروق رجب‎, родился в 1940 году) — ливийский политический деятель.

## Биография
Родился в 1940 году.
Министр финансов Ливии с 1972 по 1977 год.
С 7 января 1981 по 15 февраля 1984 года — генеральный секретарь Всеобщего Народного Конгресса Ливии (номинальный глава страны). С 16 февраля 1984 по 3 марта 1986 года — генеральный секретарь Высшего Народного Комитета (аналог должности премьер-министра).
В декабре 1982 года возглавлял ливийскую делегацию, которая принимала участие в торжествах, посвящённых 60-летию образования СССР.